# API писац
АПИ писац је писац техничке документације која описује апликациони програмски интерфејс (АПИ). Примарна публика ових писаца су програмери, девелопери, архитекте система и дизајнери система.

## Преглед
АПИ је основна библиотека која се састоји од интерфејса, функција, класа, структура, енумерација, итд. за изградњу софтверске апликације. Користе га развојни тимови за интеракцију и проширење софтвера. АПИ за одређени програмски језик и систем може се састојати од конструкција дефинисаних системом или који су дефинисали корисници. Како се број и сложеност ових конструкција повећава, постаје веома мучно за девелопере да памте све функције и параметре који су тамо дефинисани. Стога, АПИ писци играју кључну улогу у прављењу софтверских апликација.
Захваљујући техничкој теми, АПИ писци морају разумети изворни код апликације довољно да извлаче информације које захтевају АПИ документи. Неки уобичајени алати које АПИ писци користе укључују рачунарски софтвер који издваја документацију коју програмери стављају у изворномкоду на структурирани начин, чувајући везе тих коментара и програмских конструкција које документују.
АПИ писци морају такође да разумеју софтверску платформу/производ и да документују нове одлике или промене као део нове објаве софтвера. Распоред објављивања софтвера разликује се од организације до организације. Писци морају добро да разумеју животни циклус софтвера и да се интегришу у животни циклус развоја софтвера.

## Квалификације
АПИ писци обично поседују комбинацију програмерских и језичких вештина; многи АПИ писци имају темељ у програмирању или техничком писању.
- Темељ у програмирању (познавање C, C++, Јаве, PHP, асемблера или неког другог програмског језика)
- Познавање стандарда форматирања као што су Доксиџен, Јавадок или DITA
- Познавање едитора и алата, као што је ФрејмМејкер
- Одличне вештине у комуникацији и писању како би комуницирали са девелоперима

## АПИ процес писања
Око 60% времена проведеног у процесу писања састоји се од анализирања и разумевања изворног кода, као и планирања документа. Осталих 40% времена се типично проводи пишући и рецензирајући документ. Често је случај да се аналитичке, планирајуће и фазе писања не појављују строго линеарно.
Добар темељ различитих програмских вештина допуњен је способношћу ефективног комуницирања, посебно када писац настоји да развије течан ниво разумевања са девелоперима.
Овај процес је један од најважнијих изазова са којима се суочавају технички писци. Критеријуми писања и евалуације варирају између организација. Неки од најефикаснијих АПИ докумената су написани од стране оних који су адекватно способни да разумеју рад одређене апликације, тако да могу повезати софтвер са корисницима или различитим конструкцијама компоненти до укупне сврхе програма. АПИ писци такође могу бити барем делимично одговорни за стварање документације о производима крајњег корисника.

## Производи
АПИ писци праве документе који укључују:
- АПИ референтне водиче
- Програмерске водиче
- Девелоперске приручнике
- Администрационе приручнике
- Инсталационе водиче
- Водиче за имплементацију и интеграцију

## Књиге
- Documenting APIs: Writing Developer Documentation for Java APIs and SDKs